# Cipatik
Cipatik is een bestuurslaag in het regentschap Bandung Barat van de provincie West-Java, Indonesië. Cipatik telt 9535 inwoners (volkstelling 2010).